# Marek Čech (1976)
Marek Čech (Ostrava, 8 aprile 1976) è un allenatore di calcio ed ex calciatore ceco, di ruolo portiere. Allenatore dei portieri dello Slovan Liberec.

## Palmarès

### Club

#### Competizioni nazionali
- Campionato slovacco: 2

Žilina: 2001-2002, 2002-2003
- Campionato ceco: 1

Slovan Liberec: 2005-2006